# ジョン・アンダーソン (陸上選手)
ジョン・アンダーソン（John Franklin Anderson、1907年7月4日 - 1948年7月11日）は、アメリカ合衆国の陸上競技選手である。彼は、1932年に開催されたロサンゼルスオリンピックの男子円盤投で金メダルを獲得した。

## 経歴
アンダーソンは、1928年アムステルダムオリンピックと1932年のロサンゼルスオリンピックの2回連続で男子円盤投のアメリカ合衆国代表として出場している。
19の国から34人の選手が出場したアムステルダムオリンピックでは、予選を通過したものの決勝で5位に終わり、メダルには手が届かなかった。
ロサンゼルスオリンピックの男子円盤投は、11の国から18人の選手が出場して予選なしの決勝のみで実施された。アンダーソンは、当時の世界記録（51メートル73センチ）を保持していたポール・ジェサップを破ってオリンピックアメリカ合衆国代表最終選考会で1位となった。参加選手中最高の記録を持っていたジェサップは、オリンピックで本来の力を発揮できず45メートル25センチの記録で8位に終わった。アンダーソンは6回の試技中の2回目でトップに立ち、4回目の試技で当時のオリンピック記録を更新する49メートル49センチの投てきに成功して金メダルを獲得した。
その後、1933年のAAU主催競技会で優勝し、1936年6月に実施されたベルリンオリンピックのアメリカ合衆国東部地区代表選考会では生涯最高となる50メートル62センチの記録を出したが、オリンピックアメリカ合衆国代表の座を勝ち取ることはできなかった。彼は砲丸投にも取り組み、1929年に開催されたIC4A（en:IC4A）の室内競技会で優勝している。
コーネル大学在学中、アンダーソンは陸上競技の他にフットボールでも活躍し、陸上競技チームの主将と学生評議会の会長を最上級生時に務めた。また、「クイル・アンド・ダガー」（en:Quill and Dagger）の会員にも選ばれていた。後にアメリカ合衆国海軍に入隊し、海軍少佐に昇進した。1948年、アラスカ州で脳内出血のために41歳で死去した。コーネル大学はアンダーソンの功績を称え、1978年に彼をコーネル大学の殿堂入りさせている。